# ائتمان الأراضي المجتمعية
ائتمان الأراضي المجتمعية هي شركة غير ربحية تنمي وتدير المساكن بأسعار معقولة، الحدائق الاجتماعية، والمباني المدنية، والمساحات التجارية وغيرها من الممتلكات الاجتماعية لأجل مصلحة المجتمع. توازن ائتمانيات الأراضي المجتمعية احتياجات الأفراد في الحصول على الأراضي والحفاظ على أمن الحيازة مع حاجة المجتمع المحلي إلى الحفاظ على القدرة على تحمل التكاليف والتنوع الاقتصادي والحصول على الخدمات الأساسية.

## لمحة تاريخية
ائتمان الأراضي المجتمعية هي نموذج للإسكان ميسور التكلفة والتنمية الاجتماعية التي انتشرت ببطء في جميع أنحاء الولايات المتحدة وكندا والمملكة المتحدة على مدى السنوات الأربعين الماضية. نشأ هذا النموذج في الولايات المتحدة من قبل رالف بوسودي وروبرت سوان، استناداً إلى أمثله سابقة من المجتمعات المخطط لها على الأراضي المؤجرة بما في ذلك حركه مدينة جاردن في المملكة المتحدة، مجتمعات الضرائب الفردية في الولايات الأمريكية، وقرى غرامدان في الهند، والمجتمعات المحلية في الأراضي المملوكة للصندوق الوطني اليهودي في إسرائيل. تأسست شركة المجتمعات الجديدة، التي تعتبر النموذج الأولي لائتمان الأراضي المجتمعية، في عام 1969 بالقرب من ألباني، جورجيا، من قبل قادة حركة الحقوق المدنية الذين كانوا يبحثون عن وسيلة جديدة لتحقيق الوصول الآمن إلى الأراضي للمزارعين الأميركيين الأفارقة.

## التاريخ
وفقاً لمركز شوماخر للاقتصاد الجديد على شبكة الإنترنت، "كانت سوان مستوحاة من رالف بورسودي وعمل بورسودي مع جي بي نارايان وفينوبا بيف، وكان كلاهما من تلاميذ غاندي. مشى فينوبا من قرية إلى قرية في الريف الهندي في الخمسينيات والستينيات، جامعاً الناس معاً وطالباً من أصحاب ممتلكات الأراضي الكبيرة بإعطاء جزء منها لإخوانهم وأخواتهم الأشدّ فقراً، وكانت المبادرة تُعرف باسم حركة باهودان، أو حركة إهداء الأراضي، وقد شارك العديد من قادة الهند في هذه المسيرات.
أثبطت عزيمة بعض ملاك الأراضي الجدد، فمن دون أدوات للعمل على الأرض ومن دون وجود البذور لزراعتها، وبدون وجود نظام ائتماني ميسور التكلفة متاح لشراء هذه الأشياء الضرورية، كانت الأرض عديمة الفائدة لهم. فسرعان ما باعوا أراضيهم إلى كبار ملاك الأراضي وغادروا إلى المدن. عند رؤية ذلك، غير فينوبا نظام باهودان إلى نظام غرامدان أو هدايا القرية. وبعد ذلك احتفظت القرية نفسها بجميع الأراضي المتبرع بها. ستقوم القرية بعد ذلك بإيجار الأرض لأولئك القادرين على تشغيلها. تنتهي صلاحية عقد الإيجار إن كانت الأرض غير مستخدمة. ألهمت حركة غرامدان سلسلة من ائتمانيات الأراضي القروية الإقليمية التي سبقت ائتمانيات الأراضي المجتمعية في الولايات المتحدة كانت أول منظمة يطلق عليها مصطلح «ائتمان الأراضي المجتمعية» في الولايات المتحدة تسمى بشركة المجتمعات الجديدة، والتي تأسست بهدف مساعدة المزارعين الأميركيين ذوي الأصول الإفريقية في المناطق الريفية الجنوبية على الوصول إلى الأراضي الزراعية وزراعتها في أمان.
كانت بشائر ذلك مجتمع سيلو في ولاية كارولينا الشمالية، الذي تأسس في عام 1937 من قبل آرثر إرنست مورغان.